# Isabel Ernst
Elfrida Isabel Catalina Constancia Ernst (Colonia, Alemania 1924 - Las Tapias, Argentina 2000) fue una política argentina de origen alemán. Secretaria gremial de la Presidencia durante el primer gobierno de Juan Domingo Perón.

## Biografía
Elfriede Isabel Catalina Constancia Ernst nace en Colonia, Alemania, en 1924, hija de Karl Ernst, profesor de Filosofía, y Sophie Strauss
. En 1926 sus padres migran a Uruguay y luego a la Argentina. Obtenido el título de maestra, trabaja como docente hasta 1943 en la escuela alemana Yansen de Buenos Aires, ese año conoce a Domingo Mercante y pasa a trabajar con él en el correo. En 1944 es nombrada asistente en la Secretaría de Trabajo de la Nación y comienza a tomar contacto con la dirigencia gremial argentina de la época. Con la asunción de Juan Domingo Perón al gobierno, se crea por decreto el cargo de Secretaria Gremial de la Presidencia que es ocupado por Isabel Ernst. Posteriormente Eva Perón le solicita que pase a trabajar con ella en carácter de secretaria privada. En el año 1949 se ve forzada a abandonar su carrera política a raíz de un embarazo, fruto de su relación extramatrimonial con Domingo Mercante, gobernador peronista de la provincia de Buenos Aires. La relación es inaceptable para los parámetros morales de la época y en 1950 nace el que sería su único hijo. Vive, aislada de la función pública, en las localidades bonaerenses de Monte Grande y Guernica. En 1952 finaliza el mandato de Domingo Mercante como gobernador y al año siguiente ambos se exilian primero en Uruguay y luego en Europa debido a persecuciones políticas dentro del peronismo. En 1954 regresan a la Argentina por breve tiempo, pues la Revolución Libertadora de 1955 los obliga a un nuevo exilio en Uruguay. Los militares raptan al hijo de Isabel Ernst para forzar el regreso al país de Mercante. Isabel Ernst volverá a la Argentina recién en 1963. En 1978, dos años después de la muerte de Mercante, vende sus propiedades y se traslada a la localidad de Las Tapias en el valle de Traslasierra en la provincia de Córdoba, Argentina. En 1982 se casa con Rafael Andino. Fallece en el año 2000 en Villa Dolores, provincia de Córdoba, debido a un cáncer hepático. Sus restos fueron sepultados en el cementerio de Las Tapias. 

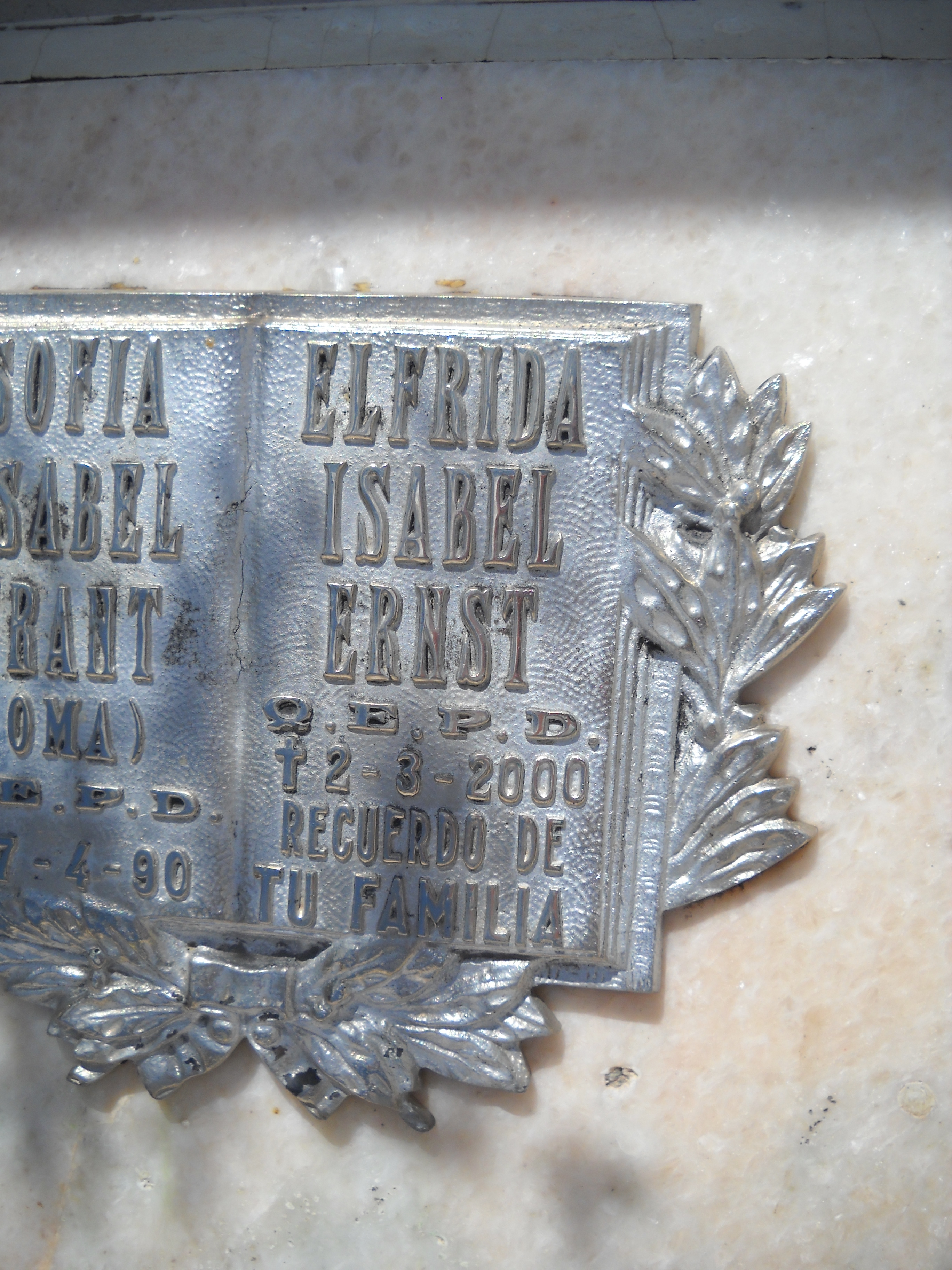
Lápida en la tumba de Isabel Ernst, cementerio de Las Tapias

### Actuación durante el 17 de octubre de 1945
Un aspecto central en la biografía política de Isabel Ernst es el papel que desempeñó durante los acontecimientos del 17 de octubre de 1945, posteriormente conocido como el día de la lealtad peronista. Existe una posición unificada por parte de los historiadores acerca de que la actuación de Eva Duarte (en esa época sin el predicamento popular que alcanzaría después) no tuvo la envergadura que luego se le atribuyó. Ciertas personalidades relegadas durante largo tiempo por la historiografía oficial, como Cipriano Reyes y la propia Isabel Ernst, parecen haber tenido una participación muy activa en los acontecimientos. La historiadora Lucía Gálvez, por ejemplo, ha sostenido que Isabel Ernst fue la verdadera mujer protagonista del 17 de octubre. En su condición de secretaria de Domingo Mercante aprovechó su trato cotidiano con los dirigentes obreros de la CGT para movilizar la protesta en los días en que Juan Domingo Perón y el propio Mercante estaban arrestados. Otros estudiosos del período como Alicia Dujovne Ortíz o Juan José Sebreli coinciden con esta perspectiva. La propia Isabel Ernst reveló en una entrevista que le realizó Ana Inés Echenique durante sus últimos años, cuál fue su participación en esa jornada decisiva para la historia del peronismo:
"Hugo Mercante me pide que vaya a ver a los obreros para avisarles que, con la firma del decreto, se acababan las ventajas sociales. Cuando regresé a mi casa [...] me encontré con un grupo de dirigentes gremiales que me esperaban. Allí les conté que Perón y Mercante estaban presos en el puerto, en un barco, y que los estaban por llevar a la isla Martín García. Y les dije lo del decreto. A la noche siguiente regresaron los sindicalistas a mi casa y me pidieron que lleve la palabra de Perón a los obreros, porque sin esa voz de mando ellos no estaban dispuestos a salir."
Según la perspectiva de la propia Isabel Ernst, en estos recuerdos comentados varias décadas después, fue ella y no Eva Duarte la mujer que sirvió de nexo entre el líder político y los obreros sindicalizados en aquel día histórico para la Argentina.